# Масидонија (Охајо)
Масидонија (енгл. Macedonia) град је у америчкој савезној држави Охајо.

## Демографија
По попису из 2010. године број становника је 11.188, што је 1.964 (21,3%) становника више него 2000. године.
| Група             | 2000.         | 2010.         |
| Белци             | 8.389 (90,9%) | 9.247 (82,7%) |
| Афроамериканци    | 516 (5,6%)    | 1.168 (10,4%) |
| Азијати           | 169 (1,8%)    | 437 (3,9%)    |
| Хиспаноамериканци | 69 (0,7%)     | 146 (1,3%)    |
| Укупно            | 9.224         | 11.188        |